# Produtor musical

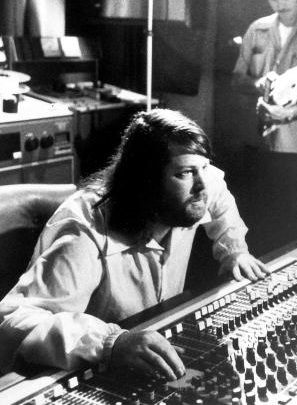
O produtor musical americano Brian Wilson.

Na indústria musical, um produtor musical ou produtor discográfico é o termo que designa uma pessoa responsável por completar uma gravação e/ou reprodução sonora para que esteja pronta para o lançamento. É também esta pessoa quem controla as sessões de gravação, ensaia e guia os músicos e cantores e faz a supervisão do processo de mixagem e de masterização de áudio. Também são considerados produtores musicais, aqueles que produzem instrumentais originais (não necessariamente remix).
Na primeira metade do século XX, o papel do produtor musical lembrava aquele do produtor cinematográfico, em que o produtor musical supervisionava as sessões de gravação, pagava os técnicos, músicos e os responsáveis pelo arranjo das músicas, e algumas vezes até escolhia material para o artista. Pela década de 1960, os produtores musicais pegaram um papel mais direto no processo musical, incluindo criar arranjos, cuidar da engenharia da gravação e até mesmo escrever o material. Através de tudo isso, os produtores têm tido uma forte influência, não apenas em carreiras individuais, mas no curso da música popular.
Hoje em dia, com a diminuição dos custos de material, aumento dos interessados na área e com o grande aumento de marcas, modelos e tipos de material, há cada vez mais home-studios e produtores caseiros. Muitos artistas tornaram-se produtores musicais sozinhos, e o contrário também já ocorreu: produtores viraram os artistas.
Em Portugal, as licenciaturas orientadas para a área de produção musical encontram-se na Escola Superior de Música e Artes do Espectáculo do Instituto Politécnico de Porto (curso de Produção e Tecnologias da Música) e na Escola Superior de Artes Aplicadas do Instituto Politécnico de Castelo Branco (Música Electrónica e Produção Musical).
No Brasil, existe o bacharelado em música com ênfase em produção musical na Universidade Federal de Campina Grande (UFCG); a graduação em 'Produção Fonográfica' nas Faculdades Integradas Barros Melo (AESO) em Olinda, Pernambuco; na Universidade do Vale do Rio dos Sinos (UNISINOS) em São Leopoldo, Rio Grande do Sul; graduação em 'Produção Fonográfica' na Universidade Católica de Pelotas (UCPel), Rio Grande do Sul; graduação em 'Produção Fonográfica' na Universidade Estácio de Sá no Rio de Janeiro; o tecnólogo em 'Produção Musical' na Universidade Anhembi Morumbi (SP), além de formações diversas pela Escola de Música da Universidade Federal do Rio de Janeiro (EMUFRJ).